# Pesuruhan
Pesuruhan is een bestuurslaag in het regentschap Kebumen van de provincie Midden-Java, Indonesië. Pesuruhan telt 513 inwoners (volkstelling 2010).